# برایان فرنی‌هاو
برایان فرنی‌هاو (به انگلیسی: Brian Ferneyhough؛ تلفظ: /ˈfɜ:rnihoʊ/؛ زادهٔ ۱۶ ژانویه ۱۹۴۳) یک آهنگساز انگلیسی است. فرنی‌هاو معمولاً به عنوان شخصیت اصلی جنبش پیچیده‌گرایی نو (New Complexity) شناخته می‌شود. او سابقهٔ تدریس در مدرسهٔ موسیقی فرایبورگ و دانشگاه کالیفورنیا را دارد. او از سال ۱۹۸۷ ساکن کالیفورنیا ست و در دانشگاه استنفورد به تدریس مشغول است. فرنی‌هاو همچنین یکی از سخنرانان پابرجای مدرسهٔ تابستانی دارمشتات است.